# Distrito de Sense
El Distrito de Sense (en alemán Bezirk Sense, en francés district de la Singine) es uno de los nueve distritos del cantón de Friburgo. Se encuentra ubicado al extremo oriente del cantón, y tiene una superficie de 265,3 km². Este es el único distrito del cantón que tiene como lengua oficial únicamente el alemán.
La capital del distrito es Tafers (fr. Tavel). El distrito está compuesto actualmente por 17 comunas.

## Geografía
El distrito se encuentra situado al este del cantón, en la zona montañosa de los prealpes suizos y es bañado por el río Sense del cual toma su nombre. Limita al norte con el distrito administrativo de Berna-Mittelland (BE), al este con Frutigen-Niedersimmental (BE). al sureste con Saanen-Obersimmental (BE), al suroeste con Gruyère, al oeste con Sarine, y al noroeste con See.

## Comunas
| Distrito de Sense | Distrito de Sense      | Distrito de Sense |
| Comunas           | Población (31.12.2015) | Superficie km²    |
| ----------------- | ---------------------- | ----------------- |
| Alterswil         | 2047                   | 16.11             |
| Bösingen          | 3381                   | 14.34             |
| Brünisried        | 659                    | 3.25              |
| Düdingen          | 7794                   | 30.86             |
| Giffers           | 1535                   | 5.21              |
| Heitenried        | 1373                   | 9.12              |
| Plaffeien         | 3564                   | 66.53             |
| Plasselb          | 1021                   | 18.12             |
| Rechthalten       | 1073                   | 7.29              |
| Schmitten         | 4040                   | 13.50             |
| Sankt Antoni      | 2014                   | 16.79             |
| Sankt Silvester   | 963                    | 7.07              |
| Sankt Ursen       | 1305                   | 15.76             |
| Tafers            | 3286                   | 8.40              |
| Tentlingen        | 1329                   | 3.61              |
| Ueberstorf        | 2357                   | 16.12             |
| Wünnewil-Flamatt  | 5455                   | 13.23             |
| Total (17)        | 43 196}}               | 265.3             |